# 三水区
三水区（さんすいく）は中華人民共和国広東省仏山市に位置する市轄区。

## 歴史
1526年（嘉靖5年）、明により三水県が設置された。中華人民共和国まで沿襲された。
1959年3月2日に南海県に編集されるが、翌年9月30日に三水県が改めて設置された。1993年3月29日に県級市に昇格、2003年12月8日に仏山市三水区に改編され現在に至る。

## 行政区画
2街道、5鎮を管轄する
- 街道
  - 西南街道、雲東海街道
- 鎮
  - 大塘鎮、楽平鎮、白坭鎮、芦苞鎮、南山鎮

## 出身者
- 汪兆銘（汪精衛） - 中華民国の政治家。中国国民党・国民政府の最高指導者の1人。後に親日の南京国民政府を樹立した。